# 新磯野
新磯野（あらいその）は、神奈川県相模原市南区の町丁及び大字。現行行政地名は大字新磯野、新磯野一丁目から新磯野五丁目。住居表示は、大字は未実施、一丁目〜五丁目は実施済区域。

## 地理
神奈川県相模原市南区の南西部に位置している。

### 地価
住宅地の地価は、2023年（令和5年）1月1日の公示地価によれば、新磯野一丁目53-6の地点で17万3000円/m2、新磯野二丁目38-3の地点で15万6000円/m2となっている。

## 歴史
＜神奈川県住宅供給公社公式サイト＞・＜『郷土史としての相武台陸軍士官学校』　涌田佑/著 平成18年11月1日発行＞・＜『郷土史としての米軍キャンプ座間』　涌田佑/著 平成21年11月1日発行＞参照。
元々この地は高座郡新磯村大字新戸と大字磯部であり、1937年（昭和12年）に陸軍士官学校の座間への移転に合わせて、1936年（昭和11年）6月より新磯村から北隣の麻溝村にかけての台地上の土地の大部分が陸軍に買収され、士官学校の相武台練兵場・演習場となった。
陸軍に演習場として土地を買収された新磯村・麻溝村の失地耕作者の対応として麻溝台東端付近一帯に、昭和11年12月認可の「芝野耕地整理組合」を設立。しかし面積は失地地積の六分の一に過ぎず、さらに昭和12年12月知事の認可を得て「芝原耕地整理組合」を設立した。昭和15年3月建立の記念碑が相模原公園体育館駐車場、交番の近くに移設。記念碑裏面には当時の関係者77名の名が刻まれている。尚、麻溝村失地耕作者の内30名は陸軍士官学校その他に就職した。
終戦後、相武台練兵場・演習場は払下げられ、相武台団地を含む新磯野・相武台三丁目の大部分・相模台三丁目～七丁目の区域は相武台下駅付近の座間の各所に居住していた旧士官学校の将校・陸士生が、相模台一丁目・二丁目・麻溝台は外地からの引揚者が入植し、この払下げ地を開拓。1947年12月15日農業協同組合法が施行され、翌年
『相武台下開拓農業組合』を創設。
同時期、東久邇宮首相の「国民皆農主義」の呼びかけもあって、皆が先を争って農業へと回帰することが時代の風潮となった。急ごしらえの「帰農組合」が日本各地で作られ、耕せるところはどこでも耕そうと、耕作地の拡大に積極的に取り組んだ。その政策に基づき農業集落として、新磯野含む相武台団地・相模原市相武台三丁目・相模台三丁目～七丁目は一括りに「新磯台帰農」、相武台一丁目・二丁目は「相武台前」、相模原市相模台一丁目・二丁目は「新興帰農」とされた。
1951年1月、旧軍用地であった大字新戸と大字磯部の各一部を合わせ、新たに大字新磯野として起立、同時に地番整理を実施した。
1961年、当該地域に神奈川県住宅供給公社が相武台団地建設予定地の用地買収を開始、1964年7月着工。相武台前駅周辺を除けば、この地が発展の兆しが見え始めたのは相武台団地竣工後の1967年以降で、1978年12月に相武台グリーンパークが竣工すると本格的に人口が急増した。

### 年表
- 昭和（戦前・戦中）
  - 1936年
    - 6月 - 陸軍士官学校の座間への移転に伴い、旧新磯村から北隣の旧麻溝村にかけての台地上の土地の大部分が陸軍に買収され、士官学校の演習場とされた[18][注釈 7]。
    - 10月 - 陸軍士官学校起工式[19]。

  - 1937年
    - 9月30日 - 陸軍士官学校移転完了[20]。
    - 12月20日 - 陸軍士官学校の卒業式昭和天皇行幸につき府中道が改修整備拡張され、行幸道路として原町田駅～士官学校正門まで完成（未完の士官学校正門～座間上宿ほか全面完成は翌年11月）。

  - 1941年4月29日 - 高座郡北部の8町村、大野村、新磯村、上溝町、麻溝村、大沢村、田名村、相原村、座間町が合併し人口4万8,482人の高座郡相模原町が成立[21][注釈 8][注釈 9]。新磯野の区域は相模原町の一部となる。
  - 1945年
    - 8月10日 - 天皇の国法上の地位存続のみを条件とする外務大臣案（原案）を昭和天皇が採用し、ポツダム宣言を受諾[22][23]。
    - 8月14日 - 日本政府は本宣言の受諾を駐スイスおよびスウェーデンの日本公使館経由で連合国側に通告[24]、終戦の詔書発布。
- 昭和（戦後）
  - 1945年
    - 8月15日 - 終戦。正午、日本政府は宣言の受諾と降伏決定をラジオ放送による昭和天皇の肉声を通して国民に発表（玉音放送）[注釈 10]。
    - 8月16日 - 午後4時には大陸命第1382号にて大日本帝国陸軍に対して、停戦交渉成立に至る間やむをえざる自衛のための戦闘行動を除いて「即時の戦闘停止」を命令された[25]。海軍に出された大海令48号もほぼ同内容である。1382号では具体的な停戦期限は記載されていなかったが、日本側から連合国側に通告した「日本政府・大本営発、連合国最高司令官宛電一号」では「二、右大命ガ第一線ニ到達シ実効ヲ挙グル日時ハ左ノ如ク予見ス」として「内地 四十八時間」としていた。つまり、48時間後の18日16時を完全な停戦成立完了時になるとみていた。なお、南樺太では、札幌にいた第5方面軍の樋口中将から南樺太死守命令が出されたが、その際、この自衛戦闘を理由にソ連軍進攻に対し、戦闘が継続された。
    - 8月28日 - ようやく停戦から2週間後の28日に連合国軍による日本占領部隊の第一弾として、チャールズ・テンチ大佐率いる45機のカーチスC-47からなるアメリカ軍の先遣部隊が厚木飛行場に到着。同基地を占領した。なお、全面戦争において首都の陥落がないままで、また停戦から首都占領まで2週間も時間がかかったのは、近代戦争のみならず史上でも初めてのことであった。また、同日東京の大森にある連合軍の捕虜収容所に、アメリカ海軍の軽巡洋艦「サンフアン」から上陸用舟艇が手配され、病院船「ビネボレンス」に、イギリス軍やアメリカ軍の病人や怪我人などを収容していった[26]。
    - 8月30日 - 30日午前、連合国軍最高司令官総司令部 (GHQ/SCAP) の総司令官として、連合国の日本占領の指揮に当たるアメリカ陸軍のダグラス・マッカーサー大将も、専用機「バターン号」でフィリピンから厚木基地に到着した。一行は午後に日本軍が用意した専用車で横浜市内のホテルニューグランドに移り、宿を取った。続いてイギリス軍やオーストラリア軍、ニュージーランド軍、カナダ軍の占領軍と、中華民国軍、フランス軍、オランダ軍、ソ連軍などの他の連合国軍の代表団も到着した[27]。
    - 9月2日 - 日本国政府が降伏文書に調印、大東亜戦争・第二次世界大戦終結（日本国の敗戦）。連合国軍占領下により日本国の主権が停止[28]。
    - 9月5日 - 日本国政府の降伏文書調印に基づき、陸軍士官学校が米軍に接収されキャンプ座間となる[注釈 11]。士官学校演習場・練兵場は払下げられ旧士官学校の将校・陸士生がこの払下げ地を開墾。

  - 1948年11月4日 - 県営相模原畑地灌漑事業計画樹立[29]。
  - 1949年 - 県営相模原開発畑地灌漑事業着工[注釈 12]
  - 1951年1月 - 旧陸軍士官学校相武台練兵場であった大字新戸と大字磯部の各一部を合わせ新たに大字新磯野として起立、同時に地番整理を実施[30]。
  - 1952年4月28日 - 日本国主権回復[注釈 13]
  - 1953年 - 畑地灌漑用水路東西幹線通水開始[注釈 14]。
  - 1954年11月20日 - 高座郡相模原町は市制施行し相模原市が発足[32]。人口8万0,374人（全国で453番目、県下で10番目）。当該地域は相模原市大字新磯野となる。
  - 1961年 - 当該地域に神奈川県住宅供給公社が相武台団地建設予定地の用地買収を開始[33][注釈 15]。
  - 1964年7月 - 相武台団地建設着工[34]。　
  - 1967年1月 - 相武台団地竣工、入居開始[35]。
  - 1969年
    - 7月1日 - 大字新磯野・大字磯部一部から、相模台一丁目～四丁目を新設、住居表示実施。
    - 7月1日 - 大字新磯野の内、相武台団地一丁目・二丁目を新設、住居表示実施。
    - 7月1日 - 大字新磯野一部と大字新戸一部を合わせた地域に相武台一丁目から三丁目を新設、住居表示実施。

  - 1970年7月1日 - 大字新磯野の内、相模台五丁目～七丁目を新設、住居表示実施。
  - 1978年
    - 11月1日 - 大字新磯野の大部分で、新磯野一丁目～五丁目が起立・住居表示実施。
    - 12月 - 相武台グリーンパーク竣工。

  - 1981年10月16日 - 相模原新磯野郵便局開局。

## 世帯数と人口
2020年（令和2年）10月1日現在（国勢調査）の世帯数と人口（総務省調べ）は以下の通りである。
| 大字・丁目   | 世帯数    | 人口    |
| ------------ | --------- | ------- |
| 新磯野       | 243世帯   | 862人   |
| 新磯野一丁目 | 865世帯   | 1,996人 |
| 新磯野二丁目 | 304世帯   | 640人   |
| 新磯野三丁目 | 656世帯   | 1,454人 |
| 新磯野四丁目 | 1,616世帯 | 3,515人 |
| 新磯野五丁目 | 170世帯   | 460人   |
| 計           | 3,854世帯 | 8,927人 |

### 人口の変遷
国勢調査による人口の推移。
| 年                 | 人口   |
| ------------------ | ------ |
| 1995年（平成7年）  | 10,027 |
| 2000年（平成12年） | 10,098 |
| 2005年（平成17年） | 9,886  |
| 2010年（平成22年） | 9,491  |
| 2015年（平成27年） | 9,055  |
| 2020年（令和2年）  | 8,927  |

### 世帯数の変遷
国勢調査による世帯数の推移。
| 年                 | 世帯数 |
| ------------------ | ------ |
| 1995年（平成7年）  | 3,133  |
| 2000年（平成12年） | 3,386  |
| 2005年（平成17年） | 3,501  |
| 2010年（平成22年） | 3,560  |
| 2015年（平成27年） | 3,646  |
| 2020年（令和2年）  | 3,854  |

## 学区
市立小・中学校に通う場合、学区は以下の通りとなる（2023年5月時点）。
| 大字・丁目   | 番・番地等        | 小学校                   | 中学校                 |
| ------------ | ----------------- | ------------------------ | ---------------------- |
| 新磯野       | 全域              | 相模原市立若草小学校     | 相模原市立若草中学校   |
| 新磯野一丁目 | 1～44番 48〜49番  | 相模原市立相武台小学校   | 相模原市立相武台中学校 |
| 新磯野一丁目 | 45～47番 50～55番 | 相模原市立緑台小学校     | 相模原市立相武台中学校 |
| 新磯野二丁目 | 1〜2番            | 相模原市立若草小学校     | 相模原市立若草中学校   |
| 新磯野二丁目 | 3～51番           | 相模原市立もえぎ台小学校 | 相模原市立相武台中学校 |
| 新磯野三丁目 | 全域              | 相模原市立緑台小学校     | 相模原市立相武台中学校 |
| 新磯野四丁目 | 8番10号～18号     | 相模原市立緑台小学校     | 相模原市立相武台中学校 |
| 新磯野四丁目 | 1番～8番9号       | 相模原市立もえぎ台小学校 | 相模原市立相武台中学校 |
| 新磯野五丁目 | 全域              | 相模原市立もえぎ台小学校 | 相模原市立相武台中学校 |

## 事業所
2021年（令和3年）現在の経済センサス調査による事業所数と従業員数は以下の通りである。
| 大字・丁目   | 事業所数  | 従業員数 |
| ------------ | --------- | -------- |
| 新磯野       | 51事業所  | 845人    |
| 新磯野一丁目 | 59事業所  | 565人    |
| 新磯野二丁目 | 40事業所  | 477人    |
| 新磯野三丁目 | 25事業所  | 235人    |
| 新磯野四丁目 | 27事業所  | 140人    |
| 新磯野五丁目 | 20事業所  | 296人    |
| 計           | 222事業所 | 2,558人  |

### 事業者数の変遷
経済センサスによる事業所数の推移。
| 年                 | 事業者数 |
| ------------------ | -------- |
| 2016年（平成28年） | 213      |
| 2021年（令和3年）  | 222      |

### 従業員数の変遷
経済センサスによる従業員数の推移。
| 年                 | 従業員数 |
| ------------------ | -------- |
| 2016年（平成28年） | 2,104    |
| 2021年（令和3年）  | 2,558    |

## 施設
- 相模原市立もえぎ台小学校
- 相模原市立緑台小学校
- 相模原市立相武台中学校
- 相模原市立若草中学校
- 相武台公民館
- 相模原新磯野郵便局[44]

## その他

### 日本郵便
- 郵便番号 : 252-0325[4]（集配局 : 座間郵便局[45]）。